# アトムの子/BLOW
『アトムの子 / BLOW』（アトムのこ / ブロウ）は、山下達郎通算23作目および通算32作目のシングル。1992年2月25日と1999年7月14日にそれぞれ発売された。

## AMDM-6050

### 解説 (AMDM-6050)
「アトムの子」はアルバム『ARTISAN』からのリカット・シングル。シングルカットに際してリミックスされた。ベスト・アルバム『TREASURES』とオールタイム・ベスト『OPUS 〜ALL TIME BEST 1975-2012〜』にもそれぞれ収録された。また、シングル「JUVENILEのテーマ〜瞳の中のRAINBOW〜」に1992年、シングル「僕らの夏の夢 ⁄ ミューズ」に2009年のライブ・ヴァージョンがそれぞれ収録された。山下曰く「漫画というカテゴリーをはるかに越えた巨人」という、1989年に死去した手塚治虫へのトリビュート・ソングを、鉄腕アトムをモチーフに書こうと思い立ったのがアルバム完成の10日前。どうしてもアルバムに収録したくて連日の徹夜で仕上げ、何とか間に合わせたという。イントロが『サンデー・ソングブック』のオープニング・ジングルに使われている。その他2000年にTBS系ドラマ『教習所物語』のエンディング・テーマに使われた他、2002年にはスズキエスクード ヘリーハンセン リミテッドCMソングに使用された。また、2009年のNHK BS2『週刊・手塚治虫』ではテーマ曲に採用された。
「BLOW」はTBS系TV「アメリカズ カップ'92」テーマ・ソングとして制作された楽曲で、当初はこのシングルにのみ収録された。山下によればヨットレースのVTRと首っ引きで作った作品なので、その手の情景に抜群にフィットする音楽だという。コーダのファルセットのメロディーは、1958年のアメリカ映画『ヴァイキング』のテーマから引用されている。

### 収録曲 (AMDM-6050)
全作詞 · 作編曲：山下達郎
1. アトムの子
  - キリンゴールデンビターCMソング
  - TBS系ニュース番組『あさチャン!』内コーナー『47都道府県 ご当地ハテナの旅』テーマソング
  - ゲーム『龍が如く6 命の詩。』エンディングスタッフロール後半のテーマ[4]
2. BLOW
TBS系TV『アメリカズ カップ'92』テーマソング

### クレジット (AMDM-6050)
- Produced & Arranged by TATSURO YAMASHITA

## WPDV-10020

### 解説 (WPDV-10020)
1999年、「アトムの子」がフジテレビ系TV『サタ☆スマ』テーマソングに使用にされるのを受け、品番改定により再発された。カップリングの「BLOW」はアルバム『COZY』のアナログ盤に収録され、後にベスト・アルバム『RARITIES』にも収録された1998年リミックス・ヴァージョンに差し替えられたほか、「アトムの子」「BLOW」両曲のオリジナル・カラオケが併せて収録された。
山下にとって8cmCD形態でのシングル・リリースは、本作が最後となった。

### 収録曲（WPDV-10020）
| 全作詞・作曲: 山下達郎。 |                                                       |          |            |      |
| #                        | タイトル                                              | 作詞     | 作曲・編曲 | 時間 |
| 1.                       | 「アトムの子」(フジテレビ系『サタ☆スマ』テーマソング) | 山下達郎 | 山下達郎   | 4:24 |
| 2.                       | 「BLOW ('98 REMIX)」                                  | 山下達郎 | 山下達郎   | 4:31 |
| 3.                       | 「アトムの子 (original karaoke)」                     | 山下達郎 | 山下達郎   | 4:24 |
| 4.                       | 「BLOW (original karaoke)」                           | 山下達郎 | 山下達郎   | 4:32 |
| 合計時間:                | 合計時間:                                             | 17:51    |            |      |

## レコーディング

### アトムの子
| ©1991 by SMILE PUBLISHERS INC. |
|                                |

| 山下達郎 | : | - Drum Programming, - Computer Programming, - Electric Guitar, Keyboards, - Glocken, Effects, Percussion & - Background Vocals |

| 浜口茂外也 : Percussion                |
| 竹内まりや : Background Vocals         |
| 村田和人 : Background Vocals           |
| 杉真理 : Background Vocals             |
|                                        |
| 佐藤康夫 : Recording & Mixing Engineer |

### BLOW
| ©1992 NICHION,INC. & SMILE PUBLISHERS INC. |
|                                            |

| 山下達郎 | : | - Computer Programming, - Electric Guitar, Keyboards, Glocken, - Percussion & Background Vocals |

| 青山純 : Drums                   |
| 伊藤広規 : Electric Bass         |
| 浜口茂外也 : Percussion          |
| 土岐英史 : Soprano Sax Solo      |
|                                  |
| 佐藤康夫 : Recording Engineer    |
| 吉田保 : Mixing Engineer         |
| Recorded at Smile Garage in 1991 |

## リリース日一覧
| 地域 | タイトル          | リリース日    | レーベル                  | 規格          | 品番       | 備考                |
| ---- | ----------------- | ------------- | ------------------------- | ------------- | ---------- | ------------------- |
| 日本 | アトムの子 / BLOW | 1992年2月25日 | MOON ⁄ MMG                | 8cmCDシングル | AMDM-6050  | 全2曲               |
| 日本 | アトムの子        | 1999年7月14日 | MOON ⁄ WARNER MUSIC JAPAN | 8cmCDシングル | WPDV-10020 | カラオケを含む全4曲 |

## 収録アルバム

### アトムの子
| # | タイトル                         | リリース日     | レーベル                  | 規格        | 品番                                                  | 備考                                                  |
| - | -------------------------------- | -------------- | ------------------------- | ----------- | ----------------------------------------------------- | ----------------------------------------------------- |
| 1 | ARTISAN                          | 1991年6月18日  | MOON ⁄ MMG                | CD          | AMCM-4240                                             |                                                       |
| 1 | ARTISAN                          | 1991年6月18日  | MOON ⁄ MMG                | CT          | AMTM-4100                                             | - カセット同時発売 - CDと同内容（B面はA面のリピート） |
| 1 | ARTISAN                          | 1999年6月2日   | MOON ⁄ WARNER MUSIC JAPAN | CD          | WPCV-10026                                            | 品番改定によるエムエムジー盤の再発                    |
| 2 | TREASURES                        | 1995年11月18日 | MOON ⁄ east west japan    | CD          | AMCM-4240                                             | ムーン・レーベル初のベスト・アルバム                  |
| 2 | TREASURES                        | 1999年6月2日   | MOON ⁄ WARNER MUSIC JAPAN | CD          | WPCV-10028                                            | 品番改定によるイーストウエスト盤の再発                |
| 3 | OPUS 〜ALL TIME BEST 1975-2012〜 | 2012年9月26日  | MOON ⁄ WARNER MUSIC JAPAN | - 4CD - 3CD | - WPCL-11201/4【初回限定盤】 - WPCL-11205/7【通常盤】 | オールタイム・ベスト                                  |

### BLOW
| # | タイトル | リリース日     | レーベル                  | 規格 | 品番                          | 備考                            |
| - | -------- | -------------- | ------------------------- | ---- | ----------------------------- | ------------------------------- |
| 1 | COZY     | 1998年11月25日 | MOON ⁄ WARNER MUSIC JAPAN | 2LP  | WPJV-7450~1【初回生産限定盤】 | アナログ盤のみ“'98 REMIX”を収録 |
| 2 | RARITIES | 2002年10月30日 | MOON ⁄ WARNER MUSIC JAPAN | CD   | WPC2-10001                    |                                 |